# Ribera de Ñuble
Ribera de Ñuble, conocido antiguamente como (el Mono), es un pueblo que data desde el siglo XVI siendo estas tierras encomendadas por jesuitas al General Español Álvaro Nuñez de Pineda y Bascuñan en el año 1632, quitadas al pueblo mapuche que vivían entre los ríos ñuble y Perquilauquen, creándose asentamientos y casas para peones, teniendo a estos como esclavos, tierras administradas desde Hacienda Zemita.
En conjunto al pueblo de Cachapoal estas extensas zonas de valles fértiles guardan un gran legado de historia del Chile Colonial siendo esta zona un enclave latifundista, que estaba separada del resto de Chile.
Esta Hacienda que contemplaba 100 mil hectáreas desde ruta 5 hasta Alico Argentina entre los ríos ñuble y perquilauquen, que junto a estos poblados más tarde pasaron a manos de Miguel Ramírez no se tiene registro del año que adquirió, este vendió una parte a Gabriel Alejandro Azúa Real en quien permanecieron muy poco tiempo porque era un artista de la pintura y gustaba de viajar por el mundo. Ambos vendieron en 1862 al ingeniero hidráulico canadiense Ricardo Price Evans quien construyó el molino en San Carlos (Actual molino viejo Arrocera Santa Marta) Debido a las grandes inversiones mineras que tenía este empresario en el norte con el salitre, vendió a Francisco Rivas Vicuña, Llamándose el lugar Hacienda Rivas, luego adquirió hacienda Virguin llamándose en conjunto Hacienda Zemita) muchos de los lugares presentes en esta gran faja de territorio llevan nombres mapuches.
Don Francisco Rivas fue un gran agricultor, minero, senador y su mujer una gran creyente, la Capilla patrimonio histórico lleva su nombre en Zemitagracias a las obras en esta extensa zona geográfica, las aguas del río ñuble fueron canalizadas en forma hidráulica con máquinas que traía de la minería sacando del río Ñuble numerosos canales de regadío, entre ellos el más caudaloso lleva su nombre y fue una obra de gran ingeniería para la época del siglo XVIII donde en el cerro la mina de Flor de Quihua canalizo las aguas por medio de un túnel.
Este lugar adquirió gran trascendencia en la independencia de Chile, desde acá el ejército de la frontera (los realistas), hacían la guerra a los araucanos por el sur y a los patriotas por el norte, parapetándose en las pircas usadas como fuerte. Muchos campesinos peones e inquilinos emigraron a argentina u otras latitudes vagando y deambulando, formándose guerrillas y cuatreros entre quienes defendían la realeza y quienes querían tierras para vivir, desde este lugar nacen Los Pincheira, quienes se parapetaban en cueva los Pincheira en el cajón del Ñuble Flor de Quihua y La otra cueva de los Pincheira en Las Trancas, Pinto, desde este poblado también se encaminaron campesinos veteranos héroes en la guerra del pacífico 1879 y la batalla de San Carlos,la familia del sargento Roman es una de ellas.

Actualmente, Ribera de Ñuble es un poblado Urbano de la comuna de San Carlos 
Pueblo Turístico Bañado en su límite sur por las aguas del río Ñuble, se encuentra ubicado por camino a Nahueltoro entre los Kilómetros 21 al 25, entre las Ruta N-335 y Ruta N-45, limitando en puente Nahueltoro con la comuna de Coihueco
La localidad entra en la categoría de pueblo, ya que posee una población de unos 1500 habitantes aproximadamente y gran Cantidad de comercio entre ellos; banco (caja vecina), correo, Posta de Salud rural, Cabañas, Residenciales, Pensión a Turistas, Centro Educacional enseñanza Sala cuna, preescolar, Básica, Media humanista Nocturna programa nivelación de estudios, Gimnasio Municipal, Balnearios en sector Nueva Esperanza y puente Nahueltoro, Restaurantes, Carnicerías, talleres de estructuras metálicas y automotriz, Iglesias para los credos católicos y evangélicos, supermercados, Líneas de buses a San Carlos y Chillán, sedes comunitarias, Estadio la ribera, 2 comités de Agua potable rural reguladas por Esbbio.
Comprende los sectores Nueva Esperanza, Barrio Alto, Colón, Las Camelias y el Poblado principal en el centro bajo (Antiguamente llamado El Mono)

## Atractivos turísticos
Los principales atractivos turísticos son sus casonas de adobe que datan del siglo XVIII y que aún se pueden encontrar en el poblado resistiendo algunas en ruinas después de tantos terremotos, es de gran interés arqueológico igualmente las construcciones de pircas de piedra que datan del siglo XVI y XVII cuando estas tierras fueron repartidas en encomienda por los jesuitas para separar los campos de pastoreo de los agrícolas, encontrándose en sectores como Colon, Nahueltoro, Nueva Esperanza, Camino a La piedra, de gran valor patrimonial resulta la antigua copa de agua potable que data del 1968 y que ahora esta en desuso, lo es de valor turístico las ruinas que quedan del antiguo puente nahueltoro, también una gran Cruz Que simboliza el lugar donde el mítico Chacal de Nahueltorodio muerte a su esposa e hijos.
Se pueden encontrar árboles centenarios en grandes arboledas de, Castaños, Eucaliptus, Álamos y Encinos que se encuentran repartidas en los caminos y separación de parcelas, estás datan del siglo XVIII cuando don Francisco Rivas adquirió el enclave Hacienda Zemita Zemita de 100 mil hectáreas y mando a plantar estas grandes extensiones de arboledas por distintos sectores, entre ellos También, Tres Esquinas, Muticura, Las Arboledas, Los Galpones, entre otros.
De gran valor arqueológico y turístico son 3 grandes rocas existentes en el sector Nueva Esperanza, La más grande de ellas (Piedra de Muticura de unos 15 metros de altura) y la piedra Chica de unos 4 metros en la ribera del río ñuble y la otra en ruta N-335 Piedra la Zarnoza, Adquiriendo el nombre por su característica porosa volcánica (Piedra mirador la Zarnoza), subida obligada para turistas que suben a fotografiar y retratar un recuerdo en estos lugares.
Se cree que estas grandes rocas datan de la era Glaciar por la erosión y forma que fueron adquiriendo en forma de meseta y con una falda que permite subir en forma fácil, arriba de la piedra de muticura, (la más grande) se encuentran muestras de una pisada de un vacuno, un rastro de zapato de guagua y partiduras que asemejan el rastro de un coche. Se cuentan muchos mitos y leyendas referente a las piedras, historias de que un toro subía y bramaba por las noches, una guagua que se siente llorar según los lugareños, una niña que se pasea con un coche, entre otras historias como que en su falda se encuentran entierros.
Por las tardes de verano es muy tradicional ir a bañarse al río en sus balnearios donde el agua es muy temperada, también subir a la piedra y quedarse a mirar la puesta de sol, atardeceres hermosos se han fotografiado en esta piedra.

## Economía
La economía del pueblo se basa en la agricultura y el turismo, encontrando en el lugar huertos orgánicos y convencionales de arándanos, frambuesas y moras. También empleos en una planta Chancadora en el fundo Muticura y lugareños también trabajan en un Plantel Porcino y una Agroindustria de Vegetales en la localidad de Tres esquinas.
Pequeños agricultores poseen huertos en sus sitios igualmente lo que hace que puedan sustentar de mejor manera sus familias.
El poblado está ubicado en una zona estratégica de acuerdo al nuevo plan regulador comuna san Carlos, ya que extendió su zona urbana y zona turística, pudiéndose construir en sitios desde 300 metros cuadrados, además de facilitar la postulante a subsidios habitacionales serviu